# Lena (Baixkíria)
|  | Per a altres significats, vegeu «Lena». |

Lena (en rus: Лена) és un poble de Baixkíria, a Rússia, que en el cens del 2010 tenia 40 habitants. Pertany al districte de Iermolàievo.